# Tweesluizen
Tweesluizen (51° 53′ N, 5° 22′ L) é uma vila dos Países Baixos, na província de Guéldria. Tweesluizen pertence ao município de Buren, e está situada a 4 km, a oeste de Tiel.